# Клер Дені
Клер Дені́ (фр. Claire Denis; нар. 21 квітня 1948, Париж, Франція) — французька кінорежисерка та сценаристка, яскрава представниця сучасного авторського кіно Франції.

## Життєпис
Клер Дені народилася 21 квітня 1948 року в Парижі в сім'ї адміністратора у французьких колоніях. Зростала в Африці (Камерун, Буркіна-Фасо, Джибуті). Закінчила Інститут вищих кінематографічних досліджень (фр. IDHEC, 1972). Працювала асистентом у Душана Маккавеєва, Робера Енріко, Жака Ріветта, Віма Вендерса, Коста-Гавраса, Джима Джармуша та ін.
У ролі режисера Клер Дені дебютувала в 1988 році автобіографічним фільмом «Шоколад», дія якого, як і низки інших фільмів режисерки, розгортається в Африці.
Кілька разів Дені знялася як акторка (Салон краси «Венера» Тоні Маршалл, 1998, та ін.).
У 2005 році Клер Дені входила до складу журі 62-го Венеціанського МКФ та XXVII Московського міжнародного кінофестивалю.
Фільм Клер Дені 2017 року «Нехай світить сонце», знятий за твором «Фрагменти мови закоханого» (1977) Ролана Барта з Жульєт Бінош та Ксав'є Бовуа в головних ролях, було відібрано для участі у Двотижневику режисерів на 70-го Каннському міжнародному кінофестивалі (2017).

## Фільмографія (вибіркова)
| Рік  | Українська назва                    | Оригінальна назва             | Примітки                                            |
| ---- | ----------------------------------- | ----------------------------- | --------------------------------------------------- |
| 1988 | Шоколад                             | Chocolat                      |                                                     |
| 1990 | Плювати на смерть                   | S'en fout la mort             |                                                     |
| 1994 | Не можу заснути                     | J'ai pas sommeil              |                                                     |
| 1996 | Ненетт і Боні                       | Nénette et Boni               |                                                     |
| 1999 | Красива робота                      | Beau Travail                  | за мотивами повісті Германа Мелвілла «Біллі Бад»    |
| 2001 | Що не день, то неприємності         | Trouble Every Day             |                                                     |
| 2002 | На десять хвилин старше: Віолончель | Ten Minutes Older — The Cello | епізод «У бік Нансі»                                |
| 2002 | П'ятниця, вечір                     | Vendredi soir                 |                                                     |
| 2005 | Непроханий гість                    | L'Intrus                      | за однойменною книгою Жана-Люка Нансі, 2000         |
| 2008 | 35 стопок рому                      | 35 rhums                      |                                                     |
| 2009 | Білий матеріал                      | White Material                |                                                     |
| 2013 | Славні ублюдки                      | Les Salauds                   |                                                     |
| 2017 | Нехай світить сонце                 | Un beau soleil intérieur      | за твором Ролана Барта «Фрагментів мови закоханого» |
| 2018 | Вище товариство                     | High Life                     |                                                     |
| 2022 | Обидві сторони леза                 | Fire                          |                                                     |
| 2022 | Зірки опівдні                       | The Stars at Noon             |                                                     |

## Визнання

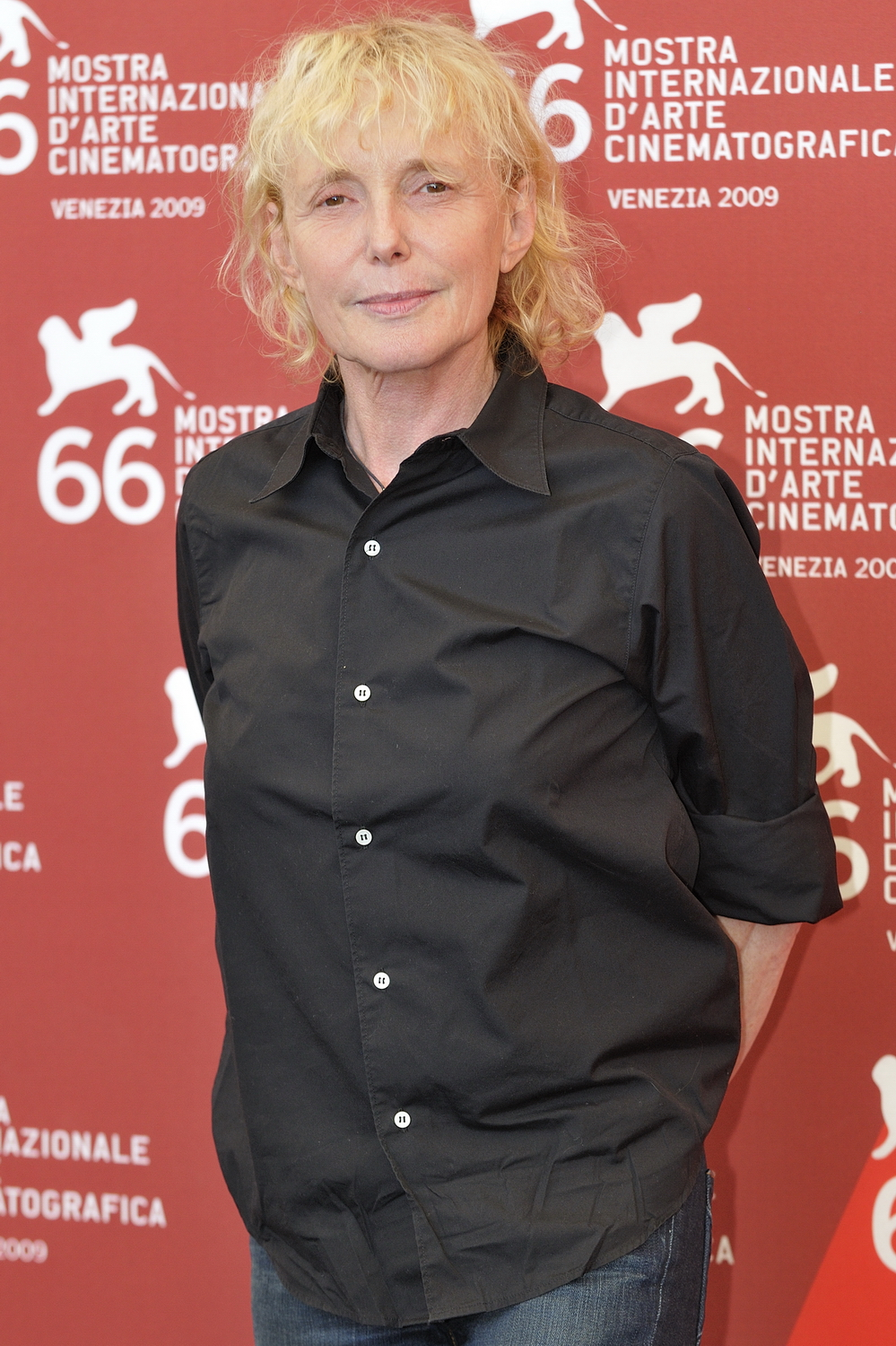
На 66-му Венеційському кінофестивалі, 2009

| Нагороди та номінації Клер Дені            | Нагороди та номінації Клер Дені                          | Нагороди та номінації Клер Дені | Нагороди та номінації Клер Дені |
| Рік                                        | Категорія                                                | Фільм                           | Результат                       |
| ------------------------------------------ | -------------------------------------------------------- | ------------------------------- | ------------------------------- |
| Каннський міжнародний кінофестиваль        |                                                          |                                 |                                 |
| 1988                                       | Золота пальмова гілка                                    | Шоколад                         | Номінація                       |
| 2013                                       | Премія Особливий погляд                                  | Славні ублюдки                  | Номінація                       |
| Премія «Сезар»                             |                                                          |                                 |                                 |
| 1989                                       | Найкращий дебютний фільм                                 | Шоколад                         | Номінація                       |
| Венеційський міжнародний кінофестиваль     |                                                          |                                 |                                 |
| 1990                                       | Золотий лев                                              | Плювати на смерть               | Номінація                       |
| 2004                                       | Золотий лев                                              | Непроханий гість                | Номінація                       |
| 2009                                       | Золотий лев                                              | Білий матеріал                  | Номінація                       |
| Кінофестиваль франкомовного кіно в Намюрі  |                                                          |                                 |                                 |
| 1996                                       | Гран-прі Золотий Баярд за найкращий фільм                | Ненетт і Боні                   | Номінація                       |
| 1996                                       | Золотий Баярд за найкращий художній внесок               | Ненетт і Боні                   | Перемога                        |
| 2001                                       | Гран-прі Золотий Баярд за найкращий фільм                | Що не день, то неприємності     | Номінація                       |
| Міжнародний кінофестиваль у Локарно        |                                                          |                                 |                                 |
| 1996                                       | Гран-прі Золотий леопард                                 | Ненетт і Боні                   | Перемога                        |
| 1996                                       | Приз екуменічного журі — Спеціальна згадка               | Ненетт і Боні                   | Перемога                        |
| Берлінський міжнародний кінофестиваль      |                                                          |                                 |                                 |
| 2000                                       | Приз журі читачів «Berliner Zeitung» — Спеціальна згадка | Красива робота                  | Перемога                        |
| Роттердамський міжнародний кінофестиваль}} |                                                          |                                 |                                 |
| 2001                                       | Приз KNF — Спеціальна згадка                             | Красива робота                  | Перемога                        |
| Міжнародний кінофестиваль у Чикаго         |                                                          |                                 |                                 |
| 2001                                       | Найкращий іноземний фільм                                | Красива робота                  | Номінація                       |
| Гамбурзький кінофестиваль                  |                                                          |                                 |                                 |
| 2008                                       | Приз Art Cinema                                          | 35 стопок рому                  | Перемога                        |
| 2008                                       | Найкращий сценарій                                       | 35 стопок рому                  | Номінація                       |
| 2008                                       | Приз критиків                                            | 35 стопок рому                  | Номінація                       |
| Стокгольмський міжнародний кінофестиваль   |                                                          |                                 |                                 |
| 2013                                       | Приз за життєві досягнення                               | Приз за життєві досягнення      | Перемога                        |
| Міжнародний кінофестиваль у Торонто        |                                                          |                                 |                                 |
| 2018                                       | Приз «Народний вибір»                                    | Вище товариство                 | Номінація                       |

## Громадська позиція
У липні 2018 року підтримала петицію Асоціації французьких кінорежисерів на захист ув'язненого у Росії українського режисера Олега Сенцова